# Büren, Tyskland
Büren är en stad i Kreis Paderborn i det tyska förbundslandet Nordrhein-Westfalen. Büren har cirka 22 000 invånare. I Büren finns bland annat Burg Ringelstein.